# Gefecht bei Krasnokutsk
1. Phase: Schwedische Dominanz (1700–1709)
Dänischer Kriegsschauplatz (1700)
Humlebæk • Tönning I 
Livländ./ Estnischer Kriegsschauplatz (1700–1708)
Riga I • Jungfernhof • Varja • Pühhajoggi • Narva • Petschora • Düna • Rauge • Erastfer • Hummelshof • Embach • Tartu • Narva II • Wesenberg I • Wesenberg II
Ingermanländ./ Finnischer Kriegsschauplatz (ab 1701)
Archangelsk • Ladogasee • Nöteborg • Nyenschanz • Newa • Systerbäck • Petersburg • Wyborg I • Porvoo • Newa II • Koporje II • Kolkanpää
Litauisch-weißrussischer Kriegsschauplatz (1702–1706)
Vilnius • Saladen • Jakobstadt • Gemauerthof • Mitau • Grodno I • Olkieniki • Njaswisch • Klezk • Ljachawitschy
Polnischer Kriegsschauplatz (1702–1706)
Klissow • Pułtusk • Thorn • Lemberg • Warschau • Posen • Punitz • Tillendorf • Rakowitz • Praga • Fraustadt • Kalisch 
Russischer Kriegsschauplatz (1708–1709)
Grodno II • Golowtschin • Moljatitschi • Rajowka • Lesnaja • Desna • Baturyn • Koniecpol • Weprik • Opischnja • Krasnokutsk • Sokolki • Poltawa I • Poltawa II
2. Phase: Schweden in der Defensive (1710–1721)
Baltischer und Finnischer Kriegsschauplatz (bis 1714)
Riga II • Wyborg II • Pernau • Kexholm • Reval • Hogland • Pälkäne • Storkyro • Nyslott • Hanko 
Schwed./Norwegischer Kriegsschauplatz (1710–1721)
Helsingborg • Køge-Bucht • Bottnischer Meerbusen • Frederikshald I • Dynekilen-Fjord • Göteborg I • Strömstad • Trondheim • Frederikshald II • Marstrand • Ösel • Göteborg II • Södra Stäket • Grönham • Sundsvall
Norddeutscher Kriegsschauplatz (1711–1716)
Elbing • Wismar I • Lübow • Stralsund I • Greifswalder Bodden I • Stade • Rügen • Gadebusch • Altona • Tönning II • Stettin • Fehmarn • Wismar II • Stralsund II • Jasmund • Peenemünde • Greifswalder Bodden II • Stresow 
Das Gefecht von Krasnokutsk war eine militärische Auseinandersetzung des Russlandfeldzugs von Karl XII. im Großen Nordischen Krieg. Es fand am 20. Februar 1709 am Stadtrand von Krasnokutsk statt. Die schwedische Armee unter dem Oberbefehl vom schwedischen König Karl XII. griff die russische Armee unter dem Oberbefehl von Generalleutnant Carl Ewald von Rönne an. Nachdem die Schweden die Russen anfänglich zum Rückzug drängen konnten, wurden der König und seine Leibtrabanten von einer Überzahl russischer Reiter von den übrigen schwedischen Soldaten isoliert und umzingelt. Nur das Eingreifen der Dragoner des Obersts Traube rettete den König vor der Gefangenschaft oder dem Tod. Das komplette Vorrücken der schwedischen Hauptarmee sicherte am Ende den Sieg.

## Im Vorfeld
| \| Gefecht bei Krasnokutsk \| |
| Lage des Schlachtfeldes       |
| Gefecht bei Krasnokutsk       |

Nach der Eroberung von Hadjatsch und der Belagerung und Erstürmung von Veprik zog der schwedische König mit seinem Hauptheer weiter Richtung Osten, um die Ukraine von den Russen komplett zu säubern. Die Gefechte zwischen den Russen und Schweden nahmen mit fortdauernder Länge des Feldzugs stetig an Härte zu. Es wurden kaum noch Gefangene gemacht. Stattdessen wurden gefangengenommene Russen oder Schweden von ihren Kriegsgegnern getötet. Im Januar 1709 wurde das Dragonerregiment von Oberst Albedyll von 16.000 Russen, unter dem Oberbefehl von General Scheremetew, eingekesselt und fast komplett vernichtet. Nur wenige Schweden wurden am Leben gelassen. Anfang Februar brach Karl XII. mit elf Kavallerie- und zwei Infanterieregimentern von Zenkow auf und marschierte Richtung Krasnokutsk.
Durch die Geländebedingungen war es den Schweden nicht möglich, geordnet vorzumarschieren. Daher rückte das Korps in langen Linien vor. Die russischen Regimenter unter dem Befehl von Generalleutnant von Rönne ließen sich dennoch auf keinen direkten Kampf ein. Rönne schätzte die Kampfstärke der schwedischen Truppen immer noch als sehr hoch ein. Er wollte seine Truppen nicht vorzeitig und sinnlos in einen Kampf mit ungewissen Ausgang verwickeln. Die Russen beschränkten sich daher auf die Mittel des Kleinkriegs und erschwerten den schwedischen Vormarsch mit der Taktik der verbrannten Erde, indem sie alle Dörfer entlang ihrer Rückzugslinie verwüsteten und niederbrannten. Den schwedischen Truppen sollte keine Versorgungsmöglichkeit gewährt werden. Das schwedische Armeekorps wurde auch immer wieder von russischen und kosakischen Reitertrupps an den Flanken angegriffen. Diese kleineren Scharmützel waren zwar nicht entscheidend und wurden fast alle von den Schweden gewonnen, demoralisierten und ermüdeten die schwedischen Soldaten aber sehr. Die Verluste der letzten Monate waren für die Schweden, die ihrerseits über keine Nachschubverbindungen zum Mutterland mehr verfügten, sehr schwerwiegend. Allein in den letzten drei Monaten verloren die Schweden 8.000 Mann durch die Kämpfe, Krankheiten oder die extreme Kälte.
Am 20. Februar erreichte Karl XII. an der Spitze seiner Armee den Stadtrand von Krasnokutsk. Bei ihm waren 2.500 Reiter und seine Leibtrabanten.

## Das Gefecht

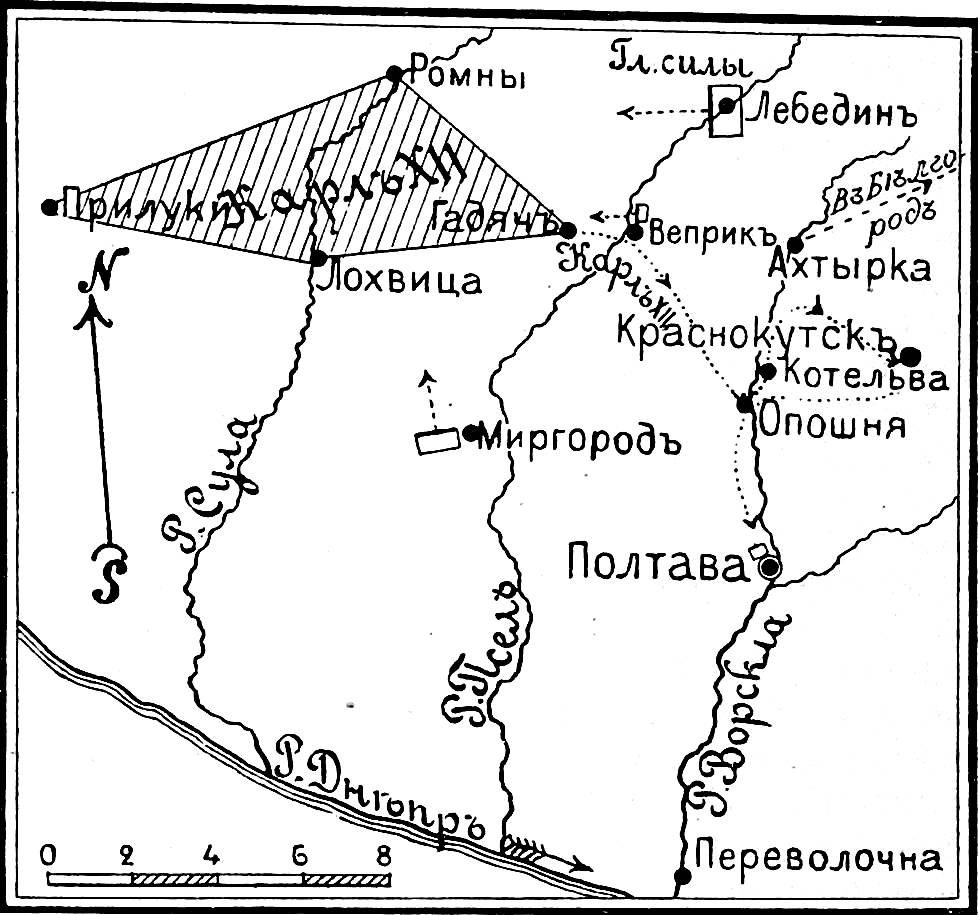
Gefecht bei Krasnokutsk

Die Regimenter von Rönnes nahmen Verteidigungspositionen ein und warteten auf den Angriff der Schweden. Durch die Reiterregimenter gedeckt, griff Karl XII. an der Spitze seiner Trabanten die Stellungen direkt an. Durch den überraschend starken Angriff der schwedischen Trabanten zogen sich die Russen zurück. Der Rückzug geriet in Unordnung, sodass die russischen Streitkräfte geteilt wurden. Der eine Teil eilte einen Hügel hinauf und der andere Teil versuchte sich über den nahegelegenen Fluss Merla zu retten.
Karl XII. drang mit seinen Leibtrabanten den Hügel hinauf und zu seiner linken marschierte der Oberst Dücker gegen den Fluss Merla. Bei diesem Nachgehen wurde der König von seinen restlichen Truppen getrennt.
Der russische General Rönne sah nun die Chance, den schwedischen König gefangen zu nehmen, und ließ seine Truppen umkehren und die Schweden angreifen. Der König, welcher von diesem Zug des Generals überrascht war, war schnell von einer Übermacht umringt und kämpfte ums Überleben. Die Leibtrabanten stiegen von ihren Pferden und bildeten einen Kreis um ihren König. Die Trabanten kämpften entschlossen gegen die Russen um das Leben des Königs. Als bereits zehn Trabanten tot am Boden lagen, drangen die Dragoner des Regimentes von Oberst Traube zur Unterstützung zum König vor. Der Durchbruch durch die russischen Reihen wurde mit einer solchen Stoßkraft geführt, dass die russischen Reiter sich zurückziehen mussten.
Nachdem der König aus seiner misslichen Lage befreit war, wollte dieser sofort mit dem Dragonerregiment den Russen nachsetzten. Diese weigerten sich aber und führten den König gegen seinen Willen zurück zur Hauptarmee. Diese war in der Zwischenzeit in starke Unordnung geraten. Der Generalmajor Kruse hatte große Mühe, diese Unordnung zu beseitigen. Erst als die Truppen von der Bedrohungssituation ihres Königs erfuhren, marschierten alle Regimenter auf Krasnokutsk, um ihrem König beizustehen. Als der russische General von Rönne die herannahende schwedische Hauptarmee erblickte, zog er sich zurück.

## Die Verluste
Die Verteidigung des Königs kostete zehn Trabanten das Leben, weitere 130 Dragoner verloren ihr Leben bei der Rettungsaktion. Die russischen Verluste beliefen sich auf mindestens 200 Reiter, es finden sich in der Geschichtsschreibung aber auch Zahlenangaben von 1.000–1.500 Toten und Verwundeten. Die Russen nahmen während der Schlacht mehrere königliche Trabanten und schwedische Reiter und Dragoner gefangen. Außerdem erbeuteten sie einige Standarten und ein paar Pauken.

## Die Folgen
Nach der Eroberung der Stadt Krasnokutsk wurde diese sowie einige umliegenden Dörfer von den schwedischen Truppen geplündert und abgebrannt. Der schwedische König marschierte weiter Richtung Chuchra und drang bis nach Kalomak, in der Nähe des Donez vor.
Im Juni 1709 endete der Russlandfeldzug Karls XII. durch die vernichtende Niederlage in der Schlacht bei Poltawa.